# Świdrzyk pospolity
Świdrzyk pospolity (Clausilia dubia) – europejski gatunek ślimaka trzonkoocznego (Stylommatophora) z rodziny świdrzykowatych (Clausiliidae). Występuje w Europie Zachodniej i Środkowej. W Polsce przede wszystkim w Sudetach i Karpatach. Żyje w górskich lasach, przy pniach, ale głównie na skałach.

## Wygląd
Jest to niewielki ślimak, o długości 11–15 mm. Muszla wąska, wrzecionowata, lewoskrętna, o licznych skrętach. Muszlę zamyka, charakterystyczny dla świdrzykowatych twór zwany klausilium. Kolor muszli ciemnoszary, prawie czarny, ciało ślimaka brązowe.